# Спайсер, Эдди
Эдвин «Эдди» Спайсер (англ. Edwin "Eddie" Spicer; 20 сентября 1922 — 25 декабря 2004) — английский футболист, выступавший на позиции защитника и проведший всю свою игровую карьеру в «Ливерпуле».

## Ранние годы
Родился 22 сентября 1922 года в Ливерпуле. Учился в школе Хит-Роуд в Оллертоне, играя в футбол и крикет. Играл за юношеские команды города, выступал за школьную сборную Англии; в системе «Ливерпуля» появился в 1937 году как любитель. В сезоне 1936/1937 вместе с юношеским составом «Ливерпуля» выиграл чемпионат Англии. Дебютировал за клуб в октябре 1939 года, однако карьера была прервана боевыми действиями. В годы Второй мировой войны проходил службу в морской пехоте, дослужившись до звания лейтенанта. По собственным словам, в 1944 году отправил матери письмо с фронта, в котором утверждал, что взял в плен немецкого оберфельдфебеля медицинской службы: тот утверждал, что играл в футбол до войны и даже провёл несколько матчей против английских клубов.

## Игровая карьера
30 января 1946 года Спайсер дебютировал официально за «Ливерпуль» в ответном матче 4-го раунда Кубка Англии против «Болтон Уондерерс» на «Энфилде»: несмотря на победу «Ливерпуля» 2:0, в следующий раунд прошёл «Болтон», который ещё в первой игре победил 5:0. Первый гол Спайсер забил 6 декабря 1947 года в ворота «Астон Виллы» на «Энфилде» (ничья 3:3). В сезоне 1946/1947 Эдди сыграл 10 матчей за клуб, что помогло его команде выиграть Футбольную лигу Англии впервые после войны, однако сам он медаль не получил, так как сыграл недостаточно встреч (для этого требовалось сыграть минимум 14 встреч). В сезоне 1949/1950 Спайсер провёл все семь матчей «Ливерпуля» в рамках Кубка Англии, в том числе и финал Кубка, в котором ливерпульцы проиграли 0:2 «Арсеналу».
Спайсер на протяжении всей своей карьеры страдал от травм: в сезоне 1951/1952 он не сыграл ни матча из-за перелома ноги, полученного во время турне по Швеции в игре 16 мая 1951 года против «Мальмё». В следующем сезоне, однако, он сумел сыграть 28 матчей. В сезоне 1953/1954 его карьера закончилась преждевременно из-за очередной травмы: 19 декабря 1953 года в матче против клуба «Манчестер Юнайтед», проходившем в канун Рождества на «Олд Траффорде», друг в друга врезались одновременно сам Эдди Спайсер, центральный нападающий «Манчестер Юнайтед» Томми Тейлор и дебютант «Ливерпуля» вратарь Дейв Андервуд. По словам Спайсера, это столкновение произошло после паса низом Роджера Бирна в штрафную: ожидалось, что Андервуд выйдет из ворот и бросится на мяч, однако тот попытался сам выбить его ногой и в итоге врезался в своего же защитника. Если Тейлор и Андервуд, участвовавшие в этом столкновении, отделались лёгкими повреждениями, то у Спайсера, по словам Боба Пэйсли, была попросту раздроблена нога: лечение заняло целый год, прежде чем Эдди снова научился ходить.
В связи с этим о продолжении игровой карьеры попросту не могло быть и речи: итого Спайсер провёл 168 матчей за клуб и забил два гола (158 матчей были проведены в Футбольной лиге). 19 сентября 1955 года в его честь состоялся матч звёзд: команда Ливерпуля (звёзды «Ливерпуля» и «Эвертона») против команды Ланкашира. На матче присутствовали 41266 зрителей, а в помощь пострадавшему были собраны 4500 фунтов стерлингов.

## Стиль игры
В клубе он выступал на позиции левого защитника, играя достаточно жёстко, однако не доходя до грубости; был цепким игроком, умело шедшим в подкаты. На первых порах вместо него чаще играли Боб Пэйсли или Фил Тейлор. В основном составе клуба Спайсер закрепился в сезоне 1949/1950 после того, как Рэй Ламберт, игравший до него на левом фланге, ушёл на правый фланг. Сам Спайсер умел играть и на левом, и на правом фланге, а также бил с обеих ног, однако предпочитал выступать именно на левом фланге.

## После карьеры игрока
После окончания игровой карьеры Спайсер стал корреспондентом газеты Liverpool Daily Post и освещал футбольные новости, а также владел пабом недалеко от города Ритин в Северном Уэльсе. Был женат, оставил двоих детей. Умер 25 декабря 2004 года в местечке Рил (Денбишир, Уэльс).